# Premsa de French

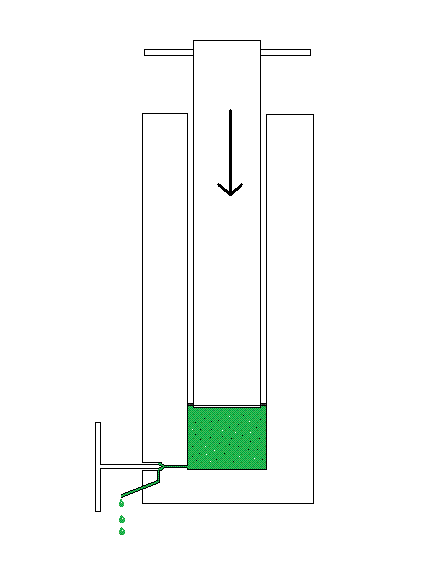
Diagrama d'una premsa de French. La fletxa indica la direcció de la força exercida sobre el pistó mitjançant un cargol hidràulic. El fluid comprimit pel pistó no pot escapar ja que hi ha una junta tòrica de cautxú en el seu extrem inferior.

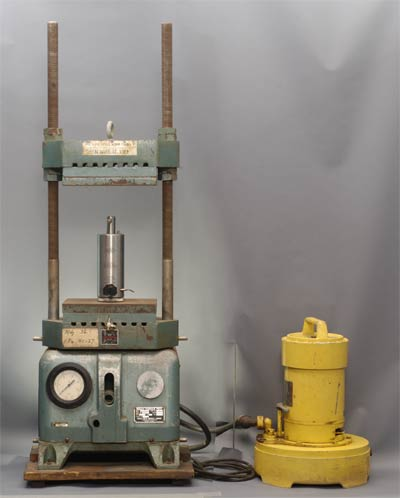
Premsa de French

La premsa de cèl·lules de French, o premsa francesa, és un aparell utilitzat en l'experimentació biològica per a disrompre la membrana plasmàtica de les cèl·lules passant per una vàlvula estreta a alta pressió. La premsa francesa també es pot utilitzar per a la desintegració de cloroplasts, homogenis de teixits animals i altres partícules biològiques. És capaç d'interrompre les parets cel·lulars deixant el nucli cel·lular inalterat. La premsa francesa va ser inventada per Charles Stacy French de la Carnegie Institution for Science. Aquesta premsa utilitza una bomba hidràulica externa per conduir un pistó dins d'un cilindre més gran que conté la mostra líquida. La mostra altament pressuritzada s'extreu després d'una vàlvula d'agulla. A mesura que passa la mostra a través de la vàlvula, el fluid experimenta l'estrès i la descompressió del cisallament, provocant una disrrupció cel·lular. Els components principals d'una premsa de French estan fabricats en acer inoxidable per evitar la contaminació de mostres.
Una premsa francesa s'utilitza comunament per trencar la membrana plàstica resistent i les parets cel·lulars de bacteris i altres microorganismes per a l'aïllament de proteïnes i altres components cel·lulars. La disrupció de les cèl·lules en una premsa francesa genera vesícules de membrana que calen per a molts assaigs bioquímics in vitro. Normalment, la cèl·lula es refreda durant la nit abans de l'ús per preservar l'activitat enzimàtica. Els inconvenients de la premsa inclouen que no és adequat per processar grans volums de mostra, i és una mica difícil d'operar a conseqüència del gran pes del muntatge (uns 14 kg). Alguns tipus de mostres també poden tapar la vàlvula.
Altres tecnologies, com la sonicació i els molins de boles, estan disponibles per a molts dels mateixos propòsits, i tenen els seus propis avantatges i inconvenients. Per exemple, la sonicació pot generar fortes forces de cisalla que trenquen l'ADN cel·lular en petits fragments. Amb una premsa francesa, la força de tall es pot modular acuradament ajustant la pressió del pistó. La premsa proporciona un sol pas a través del punt de màxima força de cisallament, limitant el dany a estructures biològiques delicades a causa del cisallat repetit, com ocorre en altres mètodes de disrrupció.